# Liga Europeia de Voleibol Masculino de 2023
A Liga Europeia de Voleibol Masculino de 2023 foi a 19.ª edição deste torneio organizado anualmente pela Confederação Europeia de Voleibol (CEV). O torneio ocorreu de 27 de maio a 9 de julho.
Pela Liga Ouro, a seleção da Turquia venceu a seleção da Ucrânia na final única por 3 sets a 2, e ambas as equipes garantiram vaga na Challenger Cup de 2023. Enquanto na Liga Prata, a seleção da Letônia superou a seleção da Hungria nas duas partidas da final e garantiu o acesso à próxima edição da Liga Ouro.

## Fórmula de disputa
Liga Ouro
As doze equipes participantes, divididas em três grupos, disputaram uma rodada dupla em seus grupos. Após a conclusão da fase de grupos, os vencedores de cada grupo disputaram a fase final. Se o país organizador da fase final estivesse entre os vencedores do grupo, a segunda melhor equipe classificada em todos os grupos se classificou.
O campeão e vice-campeão da Liga Ouro conquistaram o direito de disputar a Challenger Cup de 2023.
Liga Prata
A Liga Prata contou com oito equipes, onde disputaram uma rodada dupla na fase de grupos. O vencedor de cada grupo, o melhor segundo classificado e a seleção do país da fase final avançaram para as finais.
O vencedor da Liga Prata foi promovida à Liga Europeia Ouro de 2024.

### Critérios de classificação nos grupos
1. Número de vitórias;
2. Pontos;
3. Razão de sets;
4. Razão de pontos;
5. Resultado da última partida entre os times empatados.

- Placar de 3–0 ou 3–1: 3 pontos para o vencedor, nenhum para o perdedor;
- Placar de 3–2: 2 pontos para o vencedor, 1 para o perdedor.

## Equipes participantes

### Liga Ouro
| Grupo A   | Grupo B            | Grupo C    |
| --------- | ------------------ | ---------- |
| Turquia   | Ucrânia            | Finlândia  |
| Portugal  | Bélgica            | Chéquia    |
| Romênia   | Croácia            | Eslováquia |
| Dinamarca | Macedônia do Norte | Estônia    |

### Liga Prata
| Grupo A     | Grupo B |
| ----------- | ------- |
| Letônia     | Áustria |
| Chipre      | Hungria |
| Ilhas Feroé | Geórgia |

## Liga Ouro
|  | Classificado para a fase final             |
|  | Classificado para a fase final (país-sede) |

### Grupo A
|     |           |     | Jogos | Jogos | Jogos | Resultados | Resultados | Resultados | Resultados | Resultados | Resultados | Sets | Sets | Sets  | Pontos | Pontos | Pontos |
| Pos | Equipe    | Pts | T     | V     | D     | 3–0        | 3–1        | 3–2        | 2–3        | 1–3        | 0–3        | V    | P    | R     | V      | P      | R      |
| --- | --------- | --- | ----- | ----- | ----- | ---------- | ---------- | ---------- | ---------- | ---------- | ---------- | ---- | ---- | ----- | ------ | ------ | ------ |
| 1   | Turquia   | 14  | 6     | 5     | 1     | 1          | 2          | 2          | 1          | 0          | 0          | 17   | 9    | 1.889 | 598    | 534    | 1.120  |
| 2   | Portugal  | 9   | 6     | 3     | 3     | 2          | 0          | 1          | 1          | 2          | 0          | 13   | 11   | 1.182 | 534    | 535    | 0.998  |
| 3   | Romênia   | 7   | 6     | 2     | 4     | 0          | 1          | 1          | 2          | 0          | 2          | 10   | 15   | 0.667 | 522    | 575    | 0.908  |
| 4   | Dinamarca | 6   | 6     | 2     | 4     | 1          | 1          | 0          | 0          | 2          | 2          | 8    | 13   | 0.615 | 468    | 478    | 0.979  |

- Todas as partidas em horário local.

| Data   | Hora  |           | Placar |           | Set 1 | Set 2 | Set 3 | Set 4 | Set 5 | Total   | Relatório |
| ------ | ----- | --------- | ------ | --------- | ----- | ----- | ----- | ----- | ----- | ------- | --------- |
| 27 mai | 17:00 | Portugal  | 3–0    | Romênia   | 25–22 | 25–21 | 25–20 |       |       | 75–63   | Relatório |
| 27 mai | 19:00 | Dinamarca | 0–3    | Turquia   | 18–25 | 21–25 | 15–25 |       |       | 54–75   | Relatório |
| 31 mai | 19:00 | Dinamarca | 3–0    | Romênia   | 25–19 | 25–23 | 25–16 |       |       | 75–58   | Relatório |
| 31 mai | 20:00 | Portugal  | 2–3    | Turquia   | 23–25 | 25–21 | 23–25 | 25–22 | 15–17 | 111–110 | Relatório |
| 3 jun  | 19:00 | Dinamarca | 3–1    | Portugal  | 25–16 | 23–25 | 25–14 | 25–16 |       | 98–71   | Relatório |
| 4 jun  | 17:00 | Turquia   | 2–3    | Romênia   | 25–14 | 21–25 | 25–20 | 22–25 | 12–15 | 105–99  | Relatório |
| 10 jun | 17:00 | Romênia   | 2–3    | Turquia   | 18–25 | 25–23 | 27–25 | 19–25 | 6–15  | 95–113  | Relatório |
| 10 jun | 19:00 | Portugal  | 3–0    | Dinamarca | 26–24 | 25–22 | 25–14 |       |       | 76–60   | Relatório |
| 14 jun | 17:00 | Romênia   | 3–1    | Dinamarca | 29–27 | 22–25 | 25–21 | 25–19 |       | 101–92  | Relatório |
| 14 jun | 19:00 | Turquia   | 3–1    | Portugal  | 23–25 | 25–20 | 25–21 | 25–20 |       | 98–86   | Relatório |
| 17 jun | 17:00 | Turquia   | 3–1    | Dinamarca | 21–25 | 25–21 | 26–24 | 25–19 |       | 97–89   | Relatório |
| 18 jun | 17:00 | Romênia   | 2–3    | Portugal  | 25–27 | 25–22 | 16–25 | 28–26 | 12–15 | 106–115 | Relatório |

### Grupo B
|     |                    |     | Jogos | Jogos | Jogos | Resultados | Resultados | Resultados | Resultados | Resultados | Resultados | Sets | Sets | Sets  | Pontos | Pontos | Pontos |
| Pos | Equipe             | Pts | T     | V     | D     | 3–0        | 3–1        | 3–2        | 2–3        | 1–3        | 0–3        | V    | P    | R     | V      | P      | R      |
| --- | ------------------ | --- | ----- | ----- | ----- | ---------- | ---------- | ---------- | ---------- | ---------- | ---------- | ---- | ---- | ----- | ------ | ------ | ------ |
| 1   | Ucrânia            | 18  | 6     | 6     | 0     | 6          | 0          | 0          | 0          | 0          | 0          | 18   | 0    | MAX   | 451    | 348    | 1.296  |
| 2   | Bélgica            | 6   | 6     | 2     | 4     | 1          | 1          | 0          | 0          | 2          | 2          | 8    | 13   | 0.615 | 467    | 498    | 0.938  |
| 3   | Croácia            | 6   | 6     | 2     | 4     | 0          | 1          | 1          | 1          | 1          | 2          | 9    | 15   | 0.600 | 509    | 556    | 0.915  |
| 4   | Macedônia do Norte | 6   | 6     | 2     | 4     | 0          | 1          | 1          | 1          | 0          | 3          | 8    | 15   | 0.533 | 503    | 528    | 0.953  |

- Todas as partidas em horário local.

| Data   | Hora  |                    | Placar |                    | Set 1 | Set 2 | Set 3 | Set 4 | Set 5 | Total   | Relatório |
| ------ | ----- | ------------------ | ------ | ------------------ | ----- | ----- | ----- | ----- | ----- | ------- | --------- |
| 27 mai | 17:00 | Bélgica            | 3–1    | Croácia            | 25–17 | 25–21 | 23–25 | 25–23 |       | 98–86   | Relatório |
| 27 mai | 19:00 | Ucrânia            | 3–0    | Macedônia do Norte | 25–21 | 25–22 | 25–11 |       |       | 75–54   | Relatório |
| 31 mai | 19:00 | Ucrânia            | 3–0    | Croácia            | 25–19 | 25–18 | 25–19 |       |       | 75–56   | Relatório |
| 31 mai | 20:15 | Macedônia do Norte | 3–1    | Bélgica            | 25–21 | 25–23 | 17–25 | 25–21 |       | 92–90   | Relatório |
| 3 jun  | 20:00 | Bélgica            | 0–3    | Ucrânia            | 21–25 | 21–25 | 23–25 |       |       | 65–75   | Relatório |
| 3 jun  | 20:15 | Macedônia do Norte | 3–2    | Croácia            | 25–17 | 25–22 | 22–25 | 29–31 | 16–14 | 117–109 | Relatório |
| 10 jun | 18:00 | Bélgica            | 3–0    | Macedônia do Norte | 27–25 | 25–23 | 26–24 |       |       | 78–72   | Relatório |
| 11 jun | 20:00 | Croácia            | 0–3    | Ucrânia            | 17–25 | 21–25 | 22–25 |       |       | 60–75   | Relatório |
| 14 jun | 19:00 | Ucrânia            | 3–0    | Bélgica            | 25–21 | 25–14 | 25–13 |       |       | 75–48   | Relatório |
| 14 jun | 20:00 | Croácia            | 3–2    | Macedônia do Norte | 20–25 | 25–17 | 25–23 | 15–25 | 15–13 | 100–103 | Relatório |
| 18 jun | 20:00 | Croácia            | 3–1    | Bélgica            | 25–22 | 25–20 | 23–25 | 25–21 |       | 98–88   | Relatório |
| 18 jun | 20:15 | Macedônia do Norte | 0–3    | Ucrânia            | 18–25 | 24–26 | 23–25 |       |       | 65–76   | Relatório |

### Grupo C
|     |            |     | Jogos | Jogos | Jogos | Resultados | Resultados | Resultados | Resultados | Resultados | Resultados | Sets | Sets | Sets  | Pontos | Pontos | Pontos |
| Pos | Equipe     | Pts | T     | V     | D     | 3–0        | 3–1        | 3–2        | 2–3        | 1–3        | 0–3        | V    | P    | R     | V      | P      | R      |
| --- | ---------- | --- | ----- | ----- | ----- | ---------- | ---------- | ---------- | ---------- | ---------- | ---------- | ---- | ---- | ----- | ------ | ------ | ------ |
| 1   | Chéquia    | 14  | 6     | 5     | 1     | 2          | 2          | 1          | 0          | 0          | 1          | 15   | 7    | 2.143 | 513    | 462    | 1.110  |
| 2   | Finlândia  | 9   | 6     | 3     | 3     | 1          | 1          | 1          | 1          | 0          | 2          | 11   | 12   | 0.917 | 512    | 494    | 1.036  |
| 3   | Estônia    | 8   | 6     | 3     | 3     | 2          | 0          | 1          | 0          | 2          | 1          | 11   | 11   | 1,000 | 477    | 497    | 0.960  |
| 4   | Eslováquia | 5   | 6     | 1     | 5     | 1          | 0          | 0          | 2          | 1          | 2          | 8    | 15   | 0.533 | 485    | 534    | 0.908  |

- Todas as partidas em horário local.

| Data   | Hora   |            | Placar |            | Set 1 | Set 2 | Set 3 | Set 4 | Set 5 | Total   | Relatório |
| ------ | ------ | ---------- | ------ | ---------- | ----- | ----- | ----- | ----- | ----- | ------- | --------- |
| 27 mai | 16:00  | Chéquia    | 3–1    | Eslováquia | 24–26 | 25–20 | 25–19 | 25–17 |       | 99–82   | Relatório |
| 27 mai | 21:00  | Estônia    | 0–3    | Finlândia  | 17–25 | 16–25 | 15–25 |       |       | 48–75   | Relatório |
| 31 mai | 19:00  | Chéquia    | 3–2    | Finlândia  | 16–25 | 25–22 | 25–23 | 23–25 | 16–14 | 105–109 | Relatório |
| 31 mai | 20:00  | Estônia    | 3–0    | Eslováquia | 25–17 | 25–21 | 25–20 |       |       | 75–58   | Relatório |
| 3 jun  | 19:00  | Chéquia    | 3–1    | Estônia    | 23–25 | 25–16 | 25–16 | 25–22 |       | 98–79   | Relatório |
| 4 jun  | 14:00  | Finlândia  | 3–2    | Eslováquia | 24–26 | 25–17 | 25–17 | 20–25 | 19–17 | 113–102 | Relatório |
| 10 jun | 18: 00 | Eslováquia | 3–0    | Finlândia  | 25–23 | 25–16 | 25–22 |       |       | 75–61   | Relatório |
| 10 jun | 19:00  | Estônia    | 3–0    | Chéquia    | 25–15 | 26–24 | 25–21 |       |       | 76–60   | Relatório |
| 14 jun | 17:00  | Eslováquia | 2–3    | Estônia    | 25–20 | 25–21 | 20–25 | 20–25 | 17–19 | 107–110 | Relatório |
| 14 jun | 18:00  | Finlândia  | 0–3    | Chéquia    | 17–25 | 21–25 | 17–25 |       |       | 55–75   | Relatório |
| 17 jun | 16:00  | Eslováquia | 0–3    | Chéquia    | 19–25 | 24–26 | 18–25 |       |       | 61–76   | Relatório |
| 17 jun | 20:10  | Finlândia  | 3–1    | Estônia    | 24–26 | 25–22 | 25–23 | 25–18 |       | 99–89   | Relatório |

## Liga Prata
|  | Classificado para a fase final |

### Grupo A
|     |             |     | Jogos | Jogos | Jogos | Resultados | Resultados | Resultados | Resultados | Resultados | Resultados | Sets | Sets | Sets  | Pontos | Pontos | Pontos |
| Pos | Equipe      | Pts | T     | V     | D     | 3–0        | 3–1        | 3–2        | 2–3        | 1–3        | 0–3        | V    | P    | R     | V      | P      | R      |
| --- | ----------- | --- | ----- | ----- | ----- | ---------- | ---------- | ---------- | ---------- | ---------- | ---------- | ---- | ---- | ----- | ------ | ------ | ------ |
| 1   | Letônia     | 12  | 4     | 4     | 0     | 4          | 0          | 0          | 0          | 0          | 0          | 12   | 0    | MAX   | 300    | 182    | 1.648  |
| 2   | Chipre      | 6   | 4     | 2     | 2     | 2          | 0          | 0          | 0          | 0          | 2          | 6    | 6    | 1,000 | 247    | 255    | 0.969  |
| 3   | Ilhas Feroé | 0   | 4     | 0     | 4     | 0          | 0          | 0          | 0          | 0          | 4          | 0    | 12   | 0,000 | 190    | 300    | 0.633  |

- Todas as partidas em horário local.

| Data   | Hora  |             | Placar |             | Set 1 | Set 2 | Set 3 | Set 4 | Set 5 | Total | Relatório |
| ------ | ----- | ----------- | ------ | ----------- | ----- | ----- | ----- | ----- | ----- | ----- | --------- |
| 29 mai | 18:00 | Ilhas Feroé | 0–3    | Chipre      | 22–25 | 15–25 | 19–25 |       |       | 56–75 | Relatório |
| 30 mai | 19:00 | Chipre      | 3–0    | Ilhas Feroé | 25–19 | 25–15 | 25–15 |       |       | 75–49 | Relatório |
| 4 jun  | 19:00 | Ilhas Feroé | 0–3    | Letônia     | 17–25 | 16–25 | 16–25 |       |       | 49–75 | Relatório |
| 10 jun | 19:00 | Letônia     | 3–0    | Ilhas Feroé | 25–11 | 25–15 | 25–10 |       |       | 75–36 | Relatório |
| 13 jun | 19:40 | Chipre      | 0–3    | Letônia     | 17–25 | 17–25 | 14–25 |       |       | 48–75 | Relatório |
| 14 jun | 20:00 | Letônia     | 3–0    | Chipre      | 25–17 | 25–17 | 25–15 |       |       | 75–49 | Relatório |

### Grupo B
|     |         |     | Jogos | Jogos | Jogos | Resultados | Resultados | Resultados | Resultados | Resultados | Resultados | Sets | Sets | Sets  | Pontos | Pontos | Pontos |
| Pos | Equipe  | Pts | T     | V     | D     | 3–0        | 3–1        | 3–2        | 2–3        | 1–3        | 0–3        | V    | P    | R     | V      | P      | R      |
| --- | ------- | --- | ----- | ----- | ----- | ---------- | ---------- | ---------- | ---------- | ---------- | ---------- | ---- | ---- | ----- | ------ | ------ | ------ |
| 1   | Hungria | 11  | 4     | 4     | 0     | 3          | 0          | 1          | 0          | 0          | 0          | 12   | 2    | 6,000 | 338    | 265    | 1.275  |
| 2   | Áustria | 7   | 4     | 2     | 2     | 2          | 0          | 0          | 1          | 0          | 1          | 8    | 6    | 1.333 | 318    | 281    | 1.132  |
| 3   | Geórgia | 0   | 4     | 0     | 4     | 0          | 0          | 0          | 0          | 0          | 4          | 0    | 12   | 0,000 | 190    | 300    | 0.633  |

- Todas as partidas em horário local.

| Data   | Hora  |         | Placar |         | Set 1 | Set 2 | Set 3 | Set 4 | Set 5 | Total   | Relatório |
| ------ | ----- | ------- | ------ | ------- | ----- | ----- | ----- | ----- | ----- | ------- | --------- |
| 27 mai | 16:00 | Hungria | 3–0    | Geórgia | 25–11 | 25–13 | 25–15 |       |       | 75–39   | Relatório |
| 31 mai | 17:00 | Geórgia | 0–3    | Áustria | 16–25 | 17–25 | 15–25 |       |       | 48–75   | Relatório |
| 3 jun  | 17:30 | Áustria | 2–3    | Hungria | 25–21 | 19–25 | 17–25 | 29–27 | 13–15 | 103–113 | Relatório |
| 10 jun | 16:00 | Hungria | 3–0    | Áustria | 25–20 | 25–23 | 25–22 |       |       | 75–65   | Relatório |
| 14 jun | 17:00 | Áustria | 3–0    | Geórgia | 25–10 | 25–23 | 25–12 |       |       | 75–45   | Relatório |
| 17 jun | 19:00 | Geórgia | 0–3    | Hungria | 21–25 | 21–25 | 16–25 |       |       | 58–75   | Relatório |

## Fase final

### Liga Prata
- Todas as partidas em horário local.

|  | Semifinais | Semifinais | Semifinais |         |   | Final | Final | Final |
|  |            |            |            |         |   |       |       |       |
|  |            |            |            |         |   |       |       |       |
|  |            |            |            |         |   |       |       |       |
|  | Áustria    | 0          | 0          |         |   |       |       |       |
|  | Áustria    | 0          | 0          |         |   |       |       |       |
|  | Letônia    | 3          | 3          |         |   |       |       |       |
|  | Letônia    | 3          | 3          | Letônia | 3 | 3     |       |       |
|  |            |            |            | Letônia | 3 | 3     |       |       |
|  |            | Hungria    | 1          | 0       |   |       |       |       |
|  | Chipre     | Hungria    | 1          | 0       | 3 | 1     |       |       |
|  | Chipre     |            |            |         | 3 | 1     |       |       |
|  | Hungria    | 1          | 3          |         |   |       |       |       |
|  | Hungria    | 1          | 3          |         |   |       |       |       |

#### Semifinais
Semifinal 1
| Data   | Hora  |         | Placar |         | Set 1 | Set 2 | Set 3 | Set 4 | Set 5 | Total | Relatório |
| ------ | ----- | ------- | ------ | ------- | ----- | ----- | ----- | ----- | ----- | ----- | --------- |
| 24 jun | 17:10 | Áustria | 0–3    | Letônia | 19–25 | 19–25 | 19–25 |       |       | 57–75 | Relatório |
| 28 jun | 19:40 | Letônia | 3–0    | Áustria | 25–19 | 25–21 | 25–23 |       |       | 75–63 | Relatório |

Semifinal 2
| Data       | Hora       |         | Placar |         | Set 1 | Set 2 | Set 3 | Set 4 | Set 5 | Total  | Relatório |
| ---------- | ---------- | ------- | ------ | ------- | ----- | ----- | ----- | ----- | ----- | ------ | --------- |
| 28 jun     | 20:00      | Chipre  | 3–1    | Hungria | 25–22 | 22–25 | 25–23 | 25–21 |       | 97–91  | Relatório |
| 1 jul      | 18:00      | Hungria | 3–1    | Chipre  | 25–13 | 25–16 | 25–27 | 25–16 |       | 100–72 | Relatório |
| Golden set | Golden set | Hungria | 15–12  | Chipre  |       |       |       |       |       |        |           |

#### Final
| Data  | Hora  |         | Placar |         | Set 1 | Set 2 | Set 3 | Set 4 | Set 5 | Total | Relatório |
| ----- | ----- | ------- | ------ | ------- | ----- | ----- | ----- | ----- | ----- | ----- | --------- |
| 6 jul | 19:30 | Hungria | 1–3    | Letônia | 25–17 | 10–25 | 21–25 | 11–25 |       | 67–92 | Relatório |
| 9 jul | 16:30 | Letônia | 3–0    | Hungria | 25–21 | 25–16 | 25–18 |       |       | 75–55 | Relatório |

### Liga Ouro
- Local:  Zadar, Croácia
- Todas as partidas em horário local.

|  | Semifinais | Semifinais |                |   | Final | Final |
|  |            |            |                |   |       |       |
|  |            |            |                |   |       |       |
|  |            |            |                |   |       |       |
|  | Turquia    | 3          |                |   |       |       |
|  | Turquia    | 3          |                |   |       |       |
|  | Chéquia    | 2          |                |   |       |       |
|  | Chéquia    | 2          | Turquia        | 3 |       |       |
|  |            |            | Turquia        | 3 |       |       |
|  |            | Ucrânia    | 2              |   |       |       |
|  | Croácia    | Ucrânia    | 2              | 1 |       |       |
|  | Croácia    |            |                | 1 |       |       |
|  | Ucrânia    | 3          |                |   |       |       |
|  | Ucrânia    | 3          | Terceiro lugar |   |       |       |
|  |            |            |                |   |       |       |
|  |            |            |                |   |       |       |
|  |            |            |                |   |       |       |
|  | Chéquia    | 0          |                |   |       |       |
|  | Chéquia    | 0          |                |   |       |       |
|  | Croácia    | 3          |                |   |       |       |

#### Semifinais
| Data   | Hora  |         | Placar |         | Set 1 | Set 2 | Set 3 | Set 4 | Set 5 | Total   | Relatório |
| ------ | ----- | ------- | ------ | ------- | ----- | ----- | ----- | ----- | ----- | ------- | --------- |
| 24 jun | 17:00 | Turquia | 3–2    | Chéquia | 22–25 | 25–17 | 19–25 | 25–23 | 15–12 | 106–102 | Relatório |
| 24 jun | 20:00 | Croácia | 1–3    | Ucrânia | 23–25 | 25–21 | 21–25 | 12–25 |       | 81–96   | Relatório |

#### Terceiro lugar
| Data   | Hora  |         | Placar |         | Set 1 | Set 2 | Set 3 | Set 4 | Set 5 | Total | Relatório |
| ------ | ----- | ------- | ------ | ------- | ----- | ----- | ----- | ----- | ----- | ----- | --------- |
| 25 jun | 17:00 | Chéquia | 0–3    | Croácia | 23–25 | 18–25 | 20–25 |       |       | 61–75 | Relatório |

#### Final
| Data   | Hora  |         | Placar |         | Set 1 | Set 2 | Set 3 | Set 4 | Set 5 | Total   | Relatório |
| ------ | ----- | ------- | ------ | ------- | ----- | ----- | ----- | ----- | ----- | ------- | --------- |
| 25 jun | 20:00 | Turquia | 3–2    | Ucrânia | 14–25 | 25–22 | 26–24 | 22–25 | 15–6  | 102–102 | Relatório |

## Classificação final

### Liga Ouro
| Colocação | Equipe             |
| --------- | ------------------ |
| 1         | Turquia            |
| 2         | Ucrânia            |
| 3         | Croácia            |
| 4         | Chéquia            |
| 5         | Portugal           |
| 6         | Finlândia          |
| 7         | Bélgica            |
| 8         | Estônia            |
| 9         | Romênia            |
| 10        | Dinamarca          |
| 11        | Macedônia do Norte |
| 12        | Eslováquia         |

|  | Classificada para a Challenger Cup de 2023 |
|  | Rebaixada para a Liga Prata de 2024        |

### Liga Prata
| Colocação | Equipe      |
| --------- | ----------- |
| 1         | Letônia     |
| 2         | Hungria     |
| 3         | Áustria     |
| 4         | Chipre      |
| 5         | Ilhas Feroé |
| 6         | Geórgia     |

|  | Classificada para a Liga Ouro de 2024 |